# Потяев, Андрей Иванович
Потяев Андрей Иванович (29.11.1888 г. Бакинская губерния, Кубинский уезд, село Кусары - 28.05.1937 г. Москва) — экономист, заместитель Наркома финансов РСФСР, первый руководитель Таможенной службы Советской России, декан планово-учетного факультета Московского института советской кооперативной торговли.

## Биография
Родился 29 ноября 1888 года в семье крестьянина села Кусары Кубинского уезда Бакинской губернии. Окончил с медалью Бакинскую гимназию в 1907 году и в тот же год поступил на экономическое отделение Санкт-Петербургского политехнического института. Окончил институт в 1911 году.
В 1914-1917 гг. на военной службе в Свеаборгской крепости, помощник контролера крепостного контроля.
С 1917 по 1923 годы состоял в партии большевиков. В 1918 году работал Заместителем Народного комиссара финансов. Участник Гражданской войны, в 1919 году член Реввоенсовета Западного фронта. В 1920 году входил в коллегию Наркомпрода. Начальник Главного управления по рыболовству. В 1922 - 1927 годах - Начальник Главного таможенного управления. При его участии подготовлены первые советские таможенные тарифы и кодексы. 
С 05.05.1927 — заведующий экономической частью правления акционерного общества «Экспортхлеб».
С февраля 1930 г. — начальник Всесоюзного государственного объединения рыбной промышленности и хозяйства «Союзрыба».
В дальнейшем - на преподавательской работе и в системе Наркомата внешней торговли. Автор работ по истории, теории и практике таможенного дела и борьбе с контрабандой. Декан планово-учетного факультета Московского института советской кооперативной торговли.
28.07.1936 года арестован после того, как во время следствия по делу троцкистско-зиновьевской организации на него были даны компрометирующие показания (в частности, А.Н.Сафонова утверждала, что он зондировал возможность блока между правой и троцкистской оппозицией). Обвинен в участии в контрреволюционной террористической организации. Приговорен (ВК ВС СССР, 27.05.1937 года) к высшей мере наказания. Расстрелян на следующий день - 28.05.1937 года.
Полностью реабилитирован 23 июля 1957 года.

## Труды.
- Теория таможенного дела, М. 1927,
- Финансовая политика советской власти, М. 1919,
- Контрабанда и борьба с ней. М., 1925.
- "На борьбу за большевистскую путину" 1932 г. Москва-Ленинград, Коиз.